# Nakatomi (groupe)
Pour les articles homonymes, voir Nakatomi.
Nakatomi est un groupe de happy hardcore néerlandais formé au milieu des années 1990 par les producteurs et disc jockeys Wessel van Diepen (DJ Delmundo) et Dennis van Driescchen (DJ Danski). Le groupe recense à son actif trois chansons ayant atteint les classements musicaux. La formation du groupe est éphémère et ne dure qu'une année, suffisant pour marquer l'histoire des classements musicaux et du happy hardcore.
Nakatomi est lancé en 1995 avec la sortie de la chanson Free, qui atteint pendant six semaines la 17e place du Dutch Top 40. Le groupe ne se popularise véritablement qu'à la sortie de leur single suivant, Children of the Night, est publié en mai 1996, et atteint la deuxième place des classements néerlandais pendant 11 semaines,. Children of the Night atteint également la 47e place du UK Singles Chart en 1998 ; sa réédition atteint la 31e place en 2002. Leur dernier single, Sing, est commercialisé à la fin de 1996, et atteint la 5e place des classements néerlandais.